# Philippe Bernard
Pour les articles homonymes, voir Bernard.
Philippe Bernard est un diplomate français, né le 21 mars 1931 à Toulon et tué le 28 janvier 1993 à Kinshasa.

## Biographie

### Jeunesse et études
D’une famille lilloise, il est le fils de Paul-Ignace Bernard (1899-1969), officier de marine et directeur de la Filterie Vrau, et de Geneviève Barbier de La Serre.
Après avoir suivi sa scolarité au collège Join-Lambert à Rouen et au lycée Louis-le-Grand à Paris, il sort diplômé de l'École nationale de la France d'outre-mer (promotion 1950).

### Parcours professionnel
Il débute comme administrateur de la France d'outre-mer à Madagascar en 1953, avant d'être nommé en tant que chargé de mission à Tananarive à 1961. 
Secrétaire des Affaires étrangères au ministère des Affaires étrangères de 1962 à 1967, il est successivement conseiller d'ambassade à Khartoum de 1967 à 1969, à Amman de 1968 à 1974, à l'administration centrale en 1975, puis premier conseiller à Ankara de 1975 à 1980 et à Rabat de 1980 à 1983.
Directeur adjoint de l'Amérique au ministère des Relations extérieures en 1983, Bernard est ministre plénipotentiaire en 1987, puis ambassadeur au Venezuela jusqu'en 1992.
En décembre 1992, Philippe Bernard est nommé ambassadeur en République du Zaïre. Il est tué le 28 janvier 1993 dans les locaux de l'ambassade, d'une balle ayant au préalable frappé le montant de la fenêtre de son bureau « officiellement d'une balle perdue » tirée au cours d'affrontement entre militaires loyalistes et soldats révoltés en lutte contre Mobutu,,.